# Джейсон Коллінс
Джейсон Пол Коллінс (англ. Jason Paul Collins, нар. 2 грудня 1978, Лос-Анджелес, США) — американський професіональний баскетболіст, що грав на позиції центрового за низку команд НБА. Брат-близнюк баскетболіста Джеррона Коллінса.

## Ігрова кар'єра
Починав грати у баскетбол у команді старшої школи Гарвард-Вестлейк (Лос-Анджелес, Каліфорнія). На університетському рівні грав за команду Стенфорд (1997–2001). Став лідером в історії університету за відсотком влучань з гри — 60,8%.
2001 року був обраний у першому раунді драфту НБА під загальним 18-м номером командою «Х'юстон Рокетс», проте одразу був обміняний до «Нью-Джерсі Нетс». Захищав кольори команди з Нью-Джерсі протягом наступних 7 сезонів. У сезоні 2002-2003 допоміг дійти до фіналу НБА. 
4 лютого 2008 року перейшов до складу «Мемфіс Ґріззліс» в обмін на готівку та Стромайла Свіфта.
26 червня 2008 року перейшов до «Міннесота Тімбервулвз», у складі якої провів наступний сезон своєї кар'єри.
Наступною командою в кар'єрі гравця була «Атланта Гокс», за яку він відіграв 3 сезони.
З 2012 по 2013 рік грав у складі «Бостон Селтікс».
21 лютого 2013 року разом з Леандро Барбозою перейшов до складу «Вашингтон Візардс» в обмін на Джордана Крофорда. У липні став вільним агентом, але так і не отримав пропозицій від клубів для підписання контракту. Наступні півроку тренувався самостійно.
Останньою ж командою в кар'єрі гравця стала «Бруклін Нетс», до складу якої він приєднався 23 лютого 2014 року і за яку відіграв решту сезону.

## Особисте життя
Був заручений з баскетболісткою Керолін Мус, з якою зустрічався вісім років, однак відмовився від шлюбу. 29 квітня 2013 року публічно зізнався у тому, що є геєм, ставши першим серед діючих спортсменів основних чотирьох видів спорту США (баскетбол, бейсбол, американський футбол та хокей), який це зробив.

## Статистика виступів в НБА

### Регулярний сезон
| Сезон             | Команда                 | GP  | GS  | MPG  | FG%  | 3P%   | FT%   | RPG | APG | SPG | BPG | PPG |
| ----------------- | ----------------------- | --- | --- | ---- | ---- | ----- | ----- | --- | --- | --- | --- | --- |
| 2001–02           | «Нью-Джерсі Нетс»       | 77  | 9   | 18.3 | .421 | .500  | .701  | 3.9 | 1.1 | .4  | .6  | 4.5 |
| 2002–03           | «Нью-Джерсі Нетс»       | 81  | 66  | 23.5 | .414 | .000  | .763  | 4.5 | 1.1 | .6  | .5  | 5.7 |
| 2003–04           | «Нью-Джерсі Нетс»       | 78  | 78  | 28.5 | .424 | .000  | .739  | 5.1 | 2.0 | .9  | .7  | 5.9 |
| 2004–05           | «Нью-Джерсі Нетс»       | 80  | 80  | 31.8 | .412 | .333  | .656  | 6.1 | 1.3 | .9  | .9  | 6.4 |
| 2005–06           | «Нью-Джерсі Нетс»       | 71  | 70  | 26.7 | .397 | .250  | .512  | 4.8 | 1.0 | .6  | .6  | 3.6 |
| 2006–07           | «Нью-Джерсі Нетс»       | 80  | 78  | 23.1 | .364 | .000  | .465  | 4.0 | .6  | .5  | .5  | 2.1 |
| 2007–08           | «Нью-Джерсі Нетс»       | 43  | 23  | 15.9 | .426 | .000  | .389  | 2.1 | .4  | .3  | .2  | 1.4 |
| 2007–08           | «Мемфіс Ґріззліс»       | 31  | 3   | 15.7 | .508 | .000  | .526  | 2.9 | .2  | .4  | .5  | 2.6 |
| 2008–09           | «Міннесота Тімбервулвз» | 31  | 22  | 13.6 | .314 | .000  | .464  | 2.3 | .4  | .3  | .4  | 1.8 |
| 2009–10           | «Атланта Гокс»          | 24  | 0   | 4.8  | .348 | .000  | .000  | .6  | .2  | .1  | .1  | .7  |
| 2010–11           | «Атланта Гокс»          | 49  | 28  | 12.1 | .479 | 1.000 | .659  | 2.1 | .4  | .2  | .2  | 2.0 |
| 2011–12           | «Атланта Гокс»          | 30  | 10  | 10.3 | .400 | .000  | .467  | 1.6 | .3  | .1  | .1  | 1.3 |
| 2012–13           | «Бостон Селтікс»        | 32  | 7   | 10.3 | .348 | .000  | .700  | 1.6 | .2  | .3  | .2  | 1.2 |
| 2012–13           | «Вашингтон Візардс»     | 6   | 2   | 9.0  | .167 | .000  | 1.000 | 1.3 | .3  | .3  | .7  | .7  |
| 2013–14           | «Бруклін Нетс»          | 22  | 1   | 7.8  | .458 | .000  | .750  | 0.9 | .2  | .4  | .0  | 1.1 |
| Усього за кар'єру | Усього за кар'єру       | 735 | 477 | 20.4 | .411 | .206  | .647  | 3.7 | .9  | .5  | .5  | 3.6 |

### Плей-оф
| Сезон             | Команда           | GP | GS | MPG  | FG%  | 3P%  | FT%  | RPG | APG | SPG | BPG | PPG |
| ----------------- | ----------------- | -- | -- | ---- | ---- | ---- | ---- | --- | --- | --- | --- | --- |
| 2002              | «Нью-Джерсі Нетс» | 17 | 0  | 13.4 | .364 | .000 | .658 | 2.4 | .4  | .3  | .4  | 2.9 |
| 2003              | «Нью-Джерсі Нетс» | 20 | 20 | 26.5 | .363 | .000 | .836 | 6.3 | .9  | .7  | .6  | 5.9 |
| 2004              | «Нью-Джерсі Нетс» | 11 | 11 | 24.2 | .368 | .000 | .750 | 4.0 | 1.5 | .3  | .9  | 3.6 |
| 2005              | «Нью-Джерсі Нетс» | 4  | 4  | 32.0 | .235 | .000 | .375 | 6.5 | .3  | .5  | .0  | 2.8 |
| 2006              | «Нью-Джерсі Нетс» | 11 | 11 | 27.5 | .360 | .000 | .591 | 5.0 | .3  | .5  | .2  | 2.8 |
| 2007              | «Нью-Джерсі Нетс» | 12 | 12 | 27.4 | .571 | .000 | .364 | 3.3 | .2  | .6  | .3  | 2.3 |
| 2010              | «Атланта Гокс»    | 3  | 0  | 3.3  | .600 | .000 | .000 | 1.7 | .0  | .0  | .0  | 2.0 |
| 2011              | «Атланта Гокс»    | 12 | 9  | 13.2 | .643 | .000 | .375 | 1.4 | .1  | .4  | .3  | 1.8 |
| 2012              | «Атланта Гокс»    | 5  | 4  | 17.0 | .545 | .000 | .000 | 2.4 | .0  | .2  | .0  | 2.4 |
| Усього за кар'єру | Усього за кар'єру | 95 | 71 | 21.4 | .400 | .000 | .677 | 3.8 | .5  | .4  | .4  | 3.3 |